# Ragnar Ungern
Ernst Johan Ragnar Ungern, född 21 april 1885 i Ekenäs, död 17 december 1955 i Åbo, var en finländsk målare.
Ungern fick sin utbildning bland annat vid Konstföreningens i Åbo ritskola, där han gjorde en betydande insats som lärare från 1910 och som föreståndare 1917–1945. Han målade landskap, stilleben och figurkompositioner; motiv som han särskilt använde sig av var blommor och himlen med molnbildningar i olika belysningar över låga horisontlinjer, som ofta föreställer skärgårdsstränder. Han var 1919–1923 tillförordnad intendent för Åbo konstmuseum.